# AMOS 2
AMOS 2 (עמוס 2 en hebreo) es un satélite de comunicaciones israelí lanzado el 27 de diciembre de 2003 mediante un cohete Soyuz desde el cosmódromo de Baikonur, a una órbita geoestacionaria.

## Objetivos
El objetivo de AMOS es proporcionar comunicaciones de voz, imagen y televisión a Israel y otros países.

## Características
AMOS 2 está estabilizado en los tres ejes y tiene once transpondedores para banda Ku.